# ジャミロクワイ
ジャミロクワイ（英語: Jamiroquai）は、イギリス出身のアーティスト。バンド形態をとるがリードボーカルのジェイ・ケイのソロユニットであり、「ジャミロクワイ」はケイを中心としたユニット名であると同時にケイのステージネーム＝芸名でもある。
アシッドジャズのパイオニアとして知られ、その音楽性はファンク・ロックとしても語られる。
アルバムの合計売上枚数は2008年時点では世界中で3500万枚を記録。アルバム「トラベリング・ウィズアウト・ムービング」は世界一売れたファンクアルバムとしてギネス登録された。
代表曲に「スペース・カウボーイ」「ヴァーチャル・インサニティ」「ディーパー・アンダーグラウンド」「キャンド・ヒート」「リトル・エル」などがあり、特に「ヴァーチャル・インサニティ」はMTV VMAで4冠を達成した。

## 経歴

### デビュー前
ジェイ・ケイが15歳であった1985年当時ロンドン郊外のイーリングに住んでおり、そこでアレムというペルシャ系の友達に出会い、アレムはヤマハのドラムマシンDX21や赤井電機のキーボードを持っていたため二人はギグにハマった。
16歳で作詞作曲してアレムと共にデモテープを送り始め、1986年に楽曲「Natural Energy」でデビューの話が進むものの、ホワイト・レーベルを3枚作成した時点で話が立ち消えになってしまう(ジェイ・ケイの「幻のデビューシングル」参照)。
1991年、同じイーリングでバンドを結成しアシッド・ジャズレコードに所属していたブラン・ニュー・ヘヴィーズ(以下BNHと略す)のバンドマネージャをしていたチュンジュ・ウィリアムズ（ヤング・ディサイプルズのフェミ・ウィリアムズの弟）と知り合い、BNHのボーカルになりたい旨をウィリアムズに打診した。多くの伝聞でケイはBNHのボーカルオーディションを受けたとされているが、BNHのメンバーはその噂は事実ではないと否定している。ウィリアムズはケイの歌唱力に感動し、BNHの曲をケイが歌うデモテープを収録し、アシッド・ジャズの創業者であり社長でもあるエディ・ピラーとアポを取り、当日はケイを連れて会社に向かった。ケイを外で待たせ(待っていたのは1991年当時にオフィスがあったロンドンのDenmark Street)、社長室でデモのカセットテープを聴かせるとピラーは即座に気に入った。誰が歌っているのか尋ねると、ウィリアムズは窓の外を指差して「あいつが歌った」と答えた。声の感じからして黒人女性が歌っているのだと思い込んでいたピラーだったが、窓から外を見下ろすとそこにはヘンテコなポンチョを着てヘンテコな帽子を被ってヒョウ柄のフレアパンツを履いた12歳くらいの白人少年が立っていて驚いた。しかしそれは21歳のケイだった。ケイを社長室に招き入れて生で歌わせると、ダンスをしながら素晴らしい歌を披露した。ピラーの音楽人生の中でこの時ほど圧倒され素晴らしいものに出会えた瞬間はないと後に語っている。
ピラーはその日のうちに契約金5千ポンドに署名した。こうして1991年、アシッド・ジャズとの契約に至った。契約金で車を買った。

### 1992年: アシッド・ジャズ時代
当初より、レコード会社が契約したのはバンドを除外したケイのみであり、契約上はジャミロクワイという名のソロアーティストであるため、ケイ一人が前面に出てジャミロクワイ自体の責任を負う。バンドメンバーはケイに雇われる形でバンド形態を成している。ケイ曰く「ジャミロクワイがバンドというのはコンセプト（'93来日時）」。1作目のシングルリリース以前から現在までにすべての楽器パートにおいてバンドメンバーは入れ替わっている。
バンドのメンバー探しには既に界隈でミュージシャンとして活動していたニック・ヴァン・ゲルダーが紹介され協力するなど、アシッド・ジャズの人脈をあげたバックアップが得られた。デビュー曲「When You Gonna Learn(邦題：いつになったら気づくんだい)」は歌詞とメロディーラインはできていたが他の楽器をどんな風に加えて曲にするかは完全には決まっていなかったため、作曲パートナーを探すオーディションを行った。ケイと同世代の複数の新人ミュージシャンと1対1で組んでみて、誰と一番相性が良く良い曲ができるか試した。このオーディションでトビー・スミスが選ばれた(トビー・スミス参照)。
1992年7月1日、ロンドンのジャズ・カフェでライブを行った。このライブは映像として残っているジャミロクワイ最古のライブと言われている。BNHメンバーを含むシーンのミュージシャン達をも率いて、ノーマン・ジェイやジャイルス・ピーターソン（アシッドジャズ共同創業者）のDJクラブイベントなどでライブやオリジナル曲を披露することができ、評判となっていった。
1992年夏、ロンドンのKiss FMでファーストシングル『When You Gonna Learn』のデモ版が放送された。リーダーのジェイ・ケイとしては、この放送がジャミロクワイとして初めてメディアに出た瞬間として記憶しているそう。マネージャーが上階にある放送室にデモテープを持って行っている間ケイは下で待っており、しばらくすると自分の声がFM放送から流れて感動したそう。
1992年10月19日、ファーストシングル『When You Gonna Learn』がリリースされた。
1992年11月28日、ベースのスチュアート・ゼンダーがオーディションで選ばれて加わった(「スチュアート・ゼンダー」参照)。
ファーストシングルはロンドンのクラブシーンに強烈なインパクトをもたらした。この頃流行っていた音楽は、ディスコ音楽か、ハリウッド映画の主題歌か、ビートルズやクイーンなどの有名どころをマネしたようなバンドばかりだった。ジャズもあるにはあったが、それは中高年がしっとりやっている中、しかしジャミロクワイは見るからに若く、ボーカルがファンキーな帽子と服で現れ、キレキレのダンスを踊り、歌い出せばものすごい歌唱力で、環境問題について歌っているので好青年かと思いきや口が悪く、さらにウォリス・ブキャナンが現れて美術館にありそうな民族楽器を吹き、とにかく色々人々の予測を裏切った。
噂を聞きつけたソニー・ソーホーはジャミロクワイの獲得にのりだした。ある日ソニーからアポイントが入り、ソニーの重役が3人(マフ・ウィンウッドと、Lincoln Eliasと、もう一人は不明)もケイの元にやってくる事になった。3人も来るのは異例で、音楽界の大物のウィンウッドが直々に新人ミュージシャンを訪れるのは異例であった。 ソニーの提案は移籍であった。同じ頃EMIもジャミロクワイに目をつけ重役ガイ・ムートがケイにアプローチしてきた。アシッドジャズはケイを手放しまいと5枚のアルバムを出す契約を提示し、ソニーはその上で8枚契約と、さらに移籍歓迎金を提示をした。ケイはソニーを選び、新人としては異例のアルバム8作の契約をソニー・ソーホーと結ぶ。バンドメンバーもケイについて行く事にした。この移籍には5〜6ヶ月かかり、その最中にも曲は売れ続けていたため、ソニーに行ってもアシッドジャズからは引き続き印税がもらえる契約も行った。契約金で車を買った。

### 1993年〜2000年: ソニーとの契約、世界的なブレイク
1993年2月頃、ソニーと契約。ファーストシングルたった1枚でメジャーレコード会社と大型契約を結んだジェイ・ケイはマスコミで大きく取り上げられ、20世紀最後の大物と噂された。
なぜソニーやEMIなどの超大型レコード会社がそこまで真剣にジェイ・ケイを獲得しようとしたのか？について、後にテレビ番組で語られたところによると、広報を担当していたデイブ・ウールフ(Dave Woolf)曰く、ケイは最初からプロ意識が高く、仕事の進め方がプロそのものだったそう。例えば、アーティストはスタッフのやり方に流されて音楽を作るのではなく、能動的に考えて自分が納得した音楽を世に送り出していかなければならないのだが、ケイはそれが最初からできていた。ソニー重役のウィンウッドも、(獲得前に)最初に見に行ったステージの時点で既にケイにはスター性があり、プロとしての魅せ方を心得ていたと語った。
ケイ側はプレッシャーが大きかったと語った。ソニーとの大型契約は、つまりはこれから出すアルバムは3作連続で世界売上トップ20位に入らなければならず、そうは言ってもまだシングル1曲しか出していない名の知れていない新人であったため、プレッシャーが非常に大きかったそう。
1993年に1作目のアルバム『ジャミロクワイ』を発売し、イギリスチャートで1位を獲得した。続く1994年には2作目のアルバム『スペース・カウボーイの逆襲』も2位という良い結果を残した。欧州や日本では成功したが、アメリカとカナダでは明らかに売れ行きが低かった。北米ではアメリカ先住民に関して複雑な問題を抱えており、また、白人バンドがブラックミュージックをやる事に抵抗があったと分析されている(詳細は「バンド名」とデビューシングルの「概要」参照)。
1996年に発売したサード・アルバム『トラベリング・ウィズアウト・ムービング』は全世界で820万枚、日本で140万枚を売り上げ、ジャズ・ファンク系バンドのアルバムとしては最大のヒット作になった。最も売れたファンクアルバムとしてのギネス登録され、北米ではヨーロッパと比べるとランキングこそは低かったが、それでもアメリカやカナダでプラチナディスクを獲得しており、現在までに150万枚以上の売り上げを記録している。
収録曲の「ヴァーチャル・インサニティ」では米グラミー賞の最優秀ポップ・パフォーマンス賞デュオ/グループ賞を獲得している。その独創的なMVはMTV Video Music Awardsで4冠を達成した。
同年のブリット・アワードではダイアナ・ロスと共演し、「アップサイド・ダウン」を歌った。
1998年、ハリウッド版ゴジラのサウンドトラックアルバムに含まれた『ディーパー・アンダーグラウンド』で初の全英シングルチャート1位を記録。
1999年に4thアルバム『シンクロナイズド』が発売される。『ディーパー・アンダーグラウンド』（1998年）の流れを汲み、ひずんだサウンドの打ち込みやシンセベースを用いる方向性を伺わせたアルバムとなった。このアルバム作成中にベーズのゼンダーが脱退し波紋を呼んだ(「メンバーの離脱」参照)。

### 2001年〜2006年: トビー・スミスの脱退、初のベスト・アルバム
5thアルバム『ファンク・オデッセイ』（2001年）ではDJやディジリドゥのパート、アルバムのインストゥルメンタル曲がなくなった。クラブやホールで親しまれた生のアシッド・ジャズ・バンドサウンドとは異なる新しい電子的な音は、より大きなアリーナやスタジアムで観客を躍らせ、フューチャー・ファンク・サウンドのさきがけとなるものであったが、従来からのファンの間では当時、物議をかもした。
2001年10月14日、チューリッヒでのコンサート中にボーカルのケイがステージ上でジャンプし、誤って4メートル下に落下し腰を強打した。
2001年9月11日、盛況のワールドツアーで精力的にライブ活動を行う中、ライブのため滞在していたニューヨークで同時多発テロに遭遇。
2002年4月29日でトビー・スミスが脱退することとなった。デビューから10年の間にいろいろな音楽を出し尽くしたことと、家族との時間を持つため。
2002年2月20日、ブリット・アワードにてドナ・サマーの「バッド・ガールズ」をアナスタシアとともにデュエット。この日のパフォーマンスは非常に魅力的であったと話題になり、放送後しばらくは紫のスーツを着てジェイ・ケイのマネをする歌手や芸人がイギリス国内はもちろん他のヨーロッパの国でもバラエティ番組に出たりした。この放送から21年後の2023年2月、この時のデュエットの映像がノーカットでジャミロクワイの公式YouTubeで公開された。
2005年6月、6作目のアルバム『ダイナマイト』発売。ファーストアルバム時とは全て置き換わったバンドメンバーとのアルバム制作となった。特に作詞作曲パートナーがトビー・スミスからマット・ジョンソンに変わり、ケイの歌声が大人な響きに変わり以前とは違ったものになった。

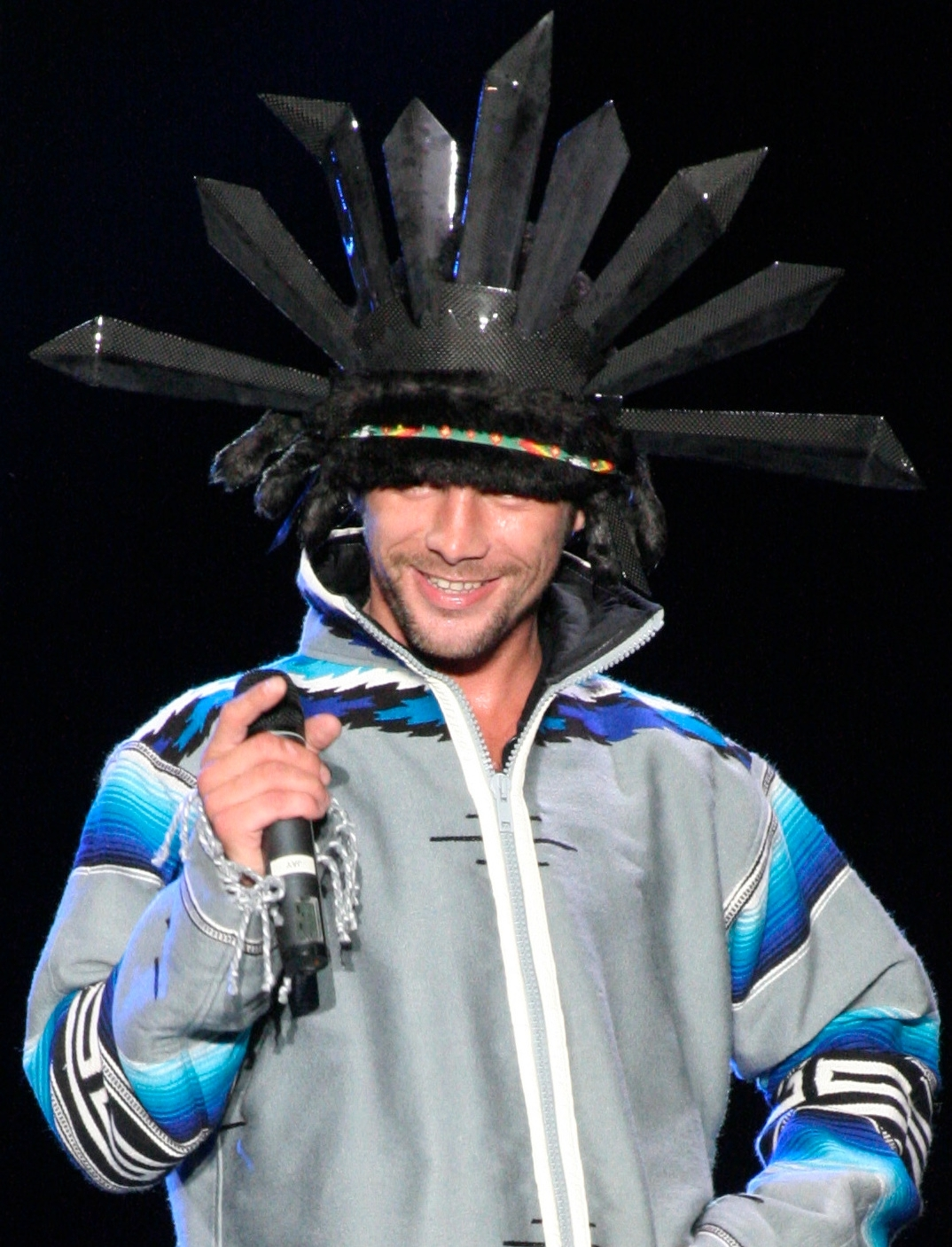
2006年

2006年3月、ロシアのサンクトペテルブルクのラジオ局がジャミロクワイがコンサートのために同市に来ると報じた。90年代、先進国の超有名バンドはこの頃までまだ共産国でコンサートをしない状況にあったが、ソニーとの契約が切れることになり、ジャミロクワイもついにロシアでのコンサートをする事になったと報じられた。
2006年6月15日、サンクトペテルブルクでコンサート。滞在中は前述ラジオ局関係者や当時10代の現地のファンと交流する。現地では超VIP待遇で暖かく歓迎されたと報じられた。
2006年11月、初のベストアルバム『ハイ・タイムズ:シングルズ 1992-2006』を発売。オリジナルアルバム6作、ライブDVD1作、そしてこの新曲2曲を含むベスト盤1作の計8作を数え、ソニーBMGとの契約が満了した。その後、ライブ活動はしつつも、ケイがヘリコプター操縦免許を取るなどの充電期間に。

### 2007年〜2019年: ユニバーサルへの移籍
2007年2月27日、ソニーエリクソンの「ウォークマンケータイ W950i」に関連し、飛行機の中で「Gig in the sky」と題したコンサートをしてギネス記録を樹立。ウォークマンケータイで応募して当選したファン200人を機内に招待し、タイタン・エアウェイズのチャーター便ZT6902にてミュンヘン空港からアテネ空港までボーイング757で飛行中の機内にてコンサートをし、世界一速いコンサート(記録時速632マイル)と世界一高いコンサート(記録高度37000フィート)がギネスからジャミロクワイ宛に認定された。
2007年よりカーオーディオメーカー、クラリオンのイメージキャラクターに起用され、ケイが出演するイメージビデオを制作。映像はそのままCMとして日本の他アメリカでも放送され、2008年も引き続き同社のイメージキャラクターとしてCMに出演した。
2008年度、アウディの新車発表に関連し、ロシアのアウディのためサンクトペテルブルクでもコンサートを行った。
2009年に、ユニバーサルミュージック傘下のマーキュリー・レーベルと契約を結んだ。
2010年11月に7作目のアルバム『ロック・ダスト・ライト・スター』を発売。
2011年3月24日、リヨンでのコンサートの準備中に舞台係の26歳のスタッフが足場を誤り15メートル下に落下して死亡する事故が起きた。コンサートの中止が直ちに決定され、ケイはショックと悲しみのコメントを出した。
2017年3月17日、長期に及んだRock Dust Light Starツアーの後、ヴィンテージ・ロックテイストを取り入れた前作とは反転してエレクトロ・ファンク色を強めた8作目『オートマトン』が発売された。この時にはマーキュリーがヴァージンEMIに吸収されていたため原盤権はヴァージンであった。

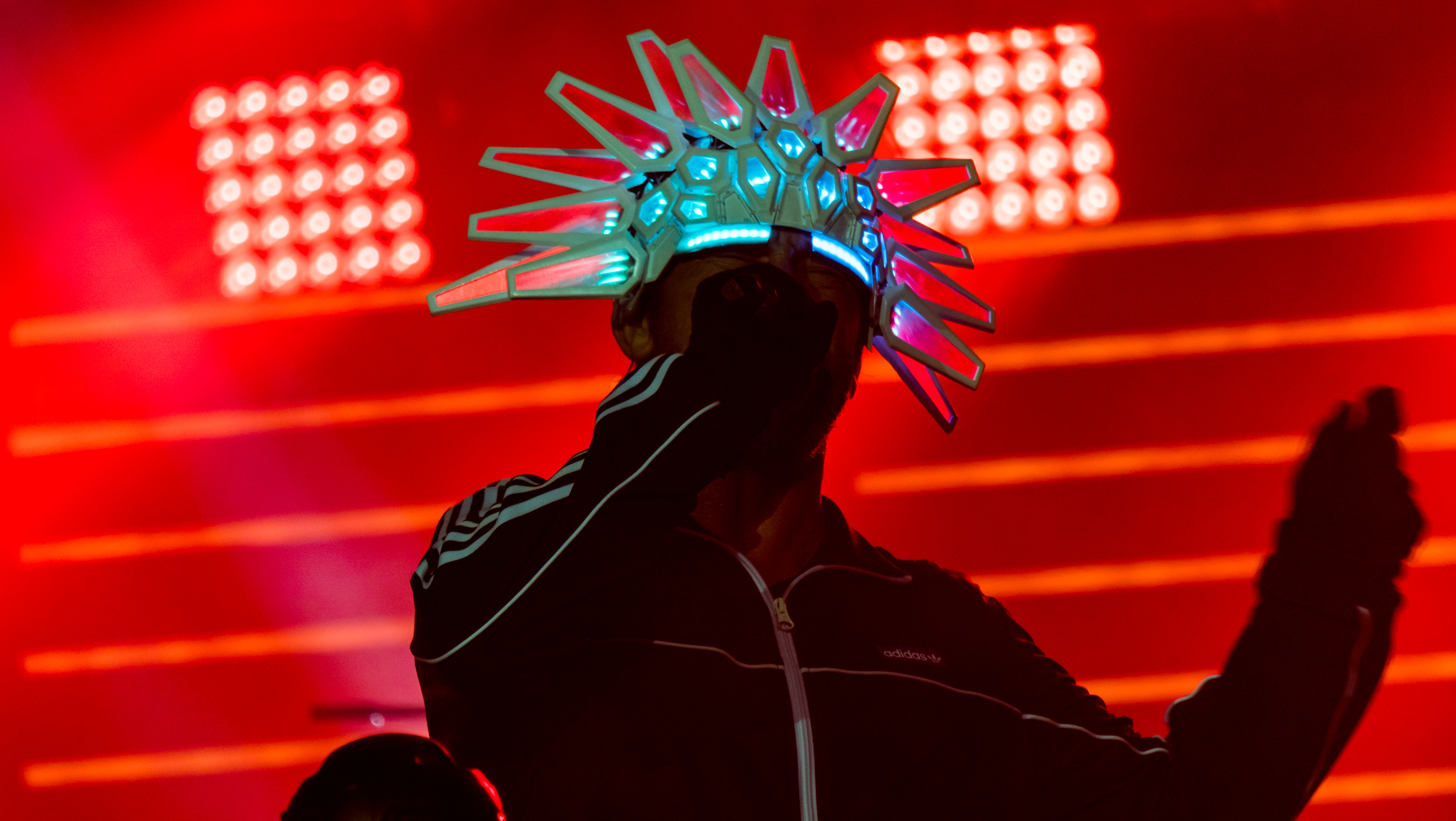
ロンドン・O2公演（2017年）

2017年10月、作曲における長年の音楽業界への貢献と影響力を讃えられ、当年度のBMIプレジデント・アワードをジェイ・ケイが受賞している。受賞壇上では自身の結婚を公表し、同年4月に逝去したトビー・スミスに賞を捧げた。この授賞式には1993年にジャミロクワイを獲得するために動き、「ヴァーチャル・インサニティ」の大成功を共に成し遂げた当時のソニーの重役マフ・ウィンウッドとLincoln Elias(前述1992年参照)、さらに90年代はソニーにいて現在はヴァージンEMI社長のテッド・コックルもお祝いに駆けつけた。
2018年5月25日、サンクトペテルブルクで楽曲「カーラ」(アルバム「オートマトン」に収められた曲)を披露したと伝えられた。「カーラ」は2015年頃に生まれたジェイ・ケイの長女の名前だと公表しており(ちなみに2017年頃生まれた次女は「タルラ」と公表)、娘のルーツの地で披露された。

### 2020年代以降
2022年10月15日、デビュー30周年を記念してデビューアルバムをレコード盤にして再発売した。ちょっきり30周年は10月19日だが、この再販はユニバーサルとBBCが協賛してイギリスの有名バンド(ジャミロクワイだけではない)のデビュー作を再発売するイベントの一環として行われたため開催日の10月15日になった。
2023年6月6日、ジェイ・ケイのLEDで光る帽子(電動ウォーボンネットヘッドギア)を電車で運んでいた際、車内で紛失したそう。見つけた人にはジャミロクワイが謝礼を支払うと発表された。同年9月21日、忘れ物預かり所にてヘッドギアが無事に見つかったと発表された。詳細はアルバム「オートマトン」参照。
2024年3月20日、新作アルバムの制作を開始したとジェイ・ケイが発表した。実際のリリース日は不明と報道された。
2025年からヨーロッパ中のアリーナを廻るツアーHeels of Steelを開催予定。

## ディスコグラフィ

### スタジオ・アルバム
- 『ジャミロクワイ』 - Emergency on Planet Earth (1993年)
- 『スペース・カウボーイの逆襲』 - The Return of the Space Cowboy (1994年)
- 『トラベリング・ウィズアウト・ムービング〜ジャミロクワイと旅に出よう〜』 - Travelling Without Moving (1996年)
- 『シンクロナイズド』 - Synkronized (1999年)
- 『ファンク・オデッセイ』 - A Funk Odyssey (2001年)
- 『ダイナマイト』 - Dynamite (2005年)
- 『ロック・ダスト・ライト・スター』 - Rock Dust Light Star (2010年)
- 『オートマトン』 - Automaton (2017年)

### コンピレーション・アルバム
- 『ジャミロクワイズ・セレクション』 - Jay's Selection (1996年)　日本限定のコンピレーション
- 1999 Remixes (1999年)　リミックス・アルバム
- Multiquai (2006年)　プロモーション用のEP

### シングル
| 年   | タイトル                                            | 原題                                   | 収録アルバム                                                         |
| ---- | --------------------------------------------------- | -------------------------------------- | -------------------------------------------------------------------- |
| 1992 | When You Gonna Learn (いつになったら気づくんだい？) | "When You Gonna Learn"                 | ジャミロクワイ                                                       |
| 1993 | Too Young To Die (死ぬには早すぎる)                 | "Too Young To Die"                     | ジャミロクワイ                                                       |
| 1993 | ブロウ・ユア・マインド                              | "Blow Your Mind"                       | ジャミロクワイ                                                       |
| 1993 | 地球は緊急事態                                      | "Emergency On Planet Earth"            | ジャミロクワイ                                                       |
| 1993 | ザ・キッズ                                          | "The Kids"                             | スペース・カウボーイの逆襲                                           |
| 1994 | スペース・カウボーイ                                | "Space Cowboy"                         | スペース・カウボーイの逆襲                                           |
| 1994 | ハーフ・ザ・マン                                    | "Half the Man"                         | スペース・カウボーイの逆襲                                           |
| 1995 | ライト・イヤーズ                                    | "Light Years"                          | スペース・カウボーイの逆襲                                           |
| 1995 | スティルネス・イン・タイム                          | "Stillness in Time"                    | スペース・カウボーイの逆襲                                           |
| 1996 | Do You Know Where You're Coming From                | "Do You Know Where You're Coming From" | トラベリング・ウィズアウト・ムービング〜ジャミロクワイと旅に出よう〜 |
| 1996 | ヴァーチャル・インサニティ                          | "Virtual Insanity"                     | トラベリング・ウィズアウト・ムービング〜ジャミロクワイと旅に出よう〜 |
| 1996 | コスミック・ガール                                  | "Cosmic Girl"                          | トラベリング・ウィズアウト・ムービング〜ジャミロクワイと旅に出よう〜 |
| 1997 | オールライト                                        | "Alright"                              | トラベリング・ウィズアウト・ムービング〜ジャミロクワイと旅に出よう〜 |
| 1997 | ハイ・タイムズ                                      | "High Times"                           | トラベリング・ウィズアウト・ムービング〜ジャミロクワイと旅に出よう〜 |
| 1998 | ディーパー・アンダーグラウンド                      | "Deeper Underground"                   | ゴジラ THE ALBUM                                                     |
| 1999 | キャンド・ヒート                                    | "Canned Heat"                          | シンクロナイズド                                                     |
| 1999 | スーパーソニック                                    | "Supersonic"                           | シンクロナイズド                                                     |
| 1999 | ブラック・カプリコーン・デイ                        | "Black Capricorn Day"                  | シンクロナイズド                                                     |
| 1999 | キング・フォー・ア・デイ                            | "King for a Day"                       | シンクロナイズド                                                     |
| 2000 | アイム・イン・ザ・ムード・フォー・ラブ              | "I'm in the Mood for Love"             | Kevin & Perry Go Large                                               |
| 2001 | リトル・エル                                        | "Little L"                             | ファンク・オデッセイ                                                 |
| 2001 | ユー・ギヴ・ミー・サムシング                        | "You Give Me Something"                | ファンク・オデッセイ                                                 |
| 2002 | ラヴ・フーロソフィー                                | "Love Foolosophy"                      | ファンク・オデッセイ                                                 |
| 2002 | コーナー・オブ・ジ・アース                          | "Corner of the Earth"                  | ファンク・オデッセイ                                                 |
| 2005 | ジャスト・ライク・イット・シュッド                  | "Feels Just Like It Should"            | ダイナマイト                                                         |
| 2005 | セヴン・デイズ・イン・サニー・ジューン              | "Seven Days in Sunny June"             | ダイナマイト                                                         |
| 2005 | ギヴ・ヘイト・ア・チャンス                          | "(Don't) Give Hate a Chance"           | ダイナマイト                                                         |
| 2006 | ラナウェイ                                          | "Runaway"                              | ハイ・タイムズ:シングルズ 1992-2006                                  |
| 2010 | ホワイト・ナックル・ライド                          | "White Knuckle Ride"                   | ロック・ダスト・ライト・スター                                       |
| 2010 | ブルー・スカイズ                                    | "Blue Skies"                           | ロック・ダスト・ライト・スター                                       |
| 2011 | ライフライン                                        | "Lifeline"                             | ロック・ダスト・ライト・スター                                       |
| 2017 | オートマトン                                        | "Automaton"                            | オートマトン                                                         |
| 2017 | クラウド9                                           | "Cloud 9"                              | オートマトン                                                         |
| 2017 | スーパーフレッシュ                                  | "Superfresh"                           | オートマトン                                                         |
| 2021 | Everybody's Going to the Moon                       | "Everybody's Going to the Moon"        | アルバム未収録                                                       |

## バンド名

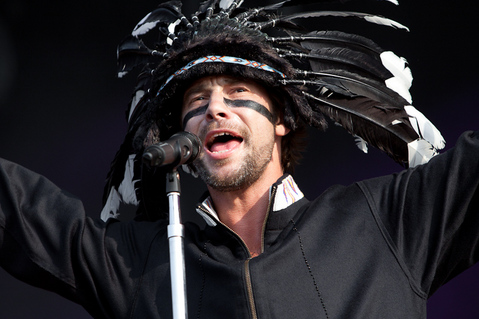
ジェイ・ケイ（2010年）

1992年、バンドリーダーのジェイ・ケイがバンド名を造語した。
1980年代後半からハウスやエレクトロ系の音楽が流行っていたため、この頃のロンドンでは無機質でシンプルな名前のグループが多かった。しかしケイは自分のバンドには深い意味を持つ名前を付け、見た人が「なんだこの名前は？」と興味を引くものにしたいと思っていた。即興的に音楽を作る意味の「ジャム(Jam)」という単語と、もう1つ何か単語を組み合わせてファンキーだが温かみのある造語にし、また、造語としては意味をなさなくても本義には意味を持つ名前にしようと考えていたところ「イロコイ(Iroquois)」を思い出した。
イロコイという言葉は学校の研究プロジェクトでベトナム戦争について調べた時に知った言葉で、ベトナムの土壌にも人体にも悪影響を及ぼした枯葉剤をまくのに米軍が使用したヘリコプターはベル社の「UH-1 イロコイ」という名前で、この名前は自然との調和を理念とするアメリカ先住民のイロコイ部族から名付けられていたという皮肉な事態を知り印象に残っていた。環境問題や人種問題などに関心があったためイロコイを組み合わせる単語として使ったが、イロコイ族のみを限定したかったわけではなく、すべての迫害された先住民の象徴としてイロコイを用いた。
イロコイ(Iroquois)のスペルを間違えてジャミロクワイ(Jamiroquai)と造語してしまった。もし間違えてなかったらバンド名はジャミロコイ(Jamiroquois)だった。

## バンドロゴ
バンドのロゴは「バッファローマン」と名付けられており、角が生えた帽子を被りフレアパンツを履いた少年が向かって左側に首を傾げ、手首と足先を外側にむけているシルエットのイラストである。リーダーのジェイ・ケイが描いた。
ケイは作曲活動を始めるずっと以前より日常で大きめの帽子を被っており、アメリカ先住民にも関心を持っていた(前述「バンド名」参照)。1986年に楽曲「Natural Energy」のホワイト・レーベルを作成したとき(ジェイ・ケイの「幻のデビューシングル」参照)、レコードのラベル紙に自分で自分のシルエットをイラスト化してバッファローマンを描いたのが始まりである。
1992年にジャミロクワイとしてデビューする時、鏡で自分の姿を見ながら現在のバッファローマンを描いた。アシッドジャズの社長が1991年に初めてケイを見た時の服装にのように(前述「デビュー前」参照)、大きな帽子を被りフレアパンツを履いたシルエットがロゴになっている。角が生えている理由はアメリカ先住民のメディシンマンによる。メディシンマンはスピリチュアルに人々を癒す人で、角が生えた帽子のような兜を被っているため角を描いた。
バンド名に「イロコイ」が入っているため、ジェイ・ケイ本人と、先住民と、音楽を繋げる意味も持っている。バッファローマン自体を一種の生き物として表現しており、内に本義を秘めているそう。ジャミロクワイのアルバムやグッズにはどこかに必ずバッファローマンが描かれている(描ける大きさや素材なら)。ロゴやグッズ管理はオレンダ・マーチャンダイズが行なっている。

## バンド編成
どこまでがバンドメンバーでどこまでが時限的なツアーサポートスタッフであるかは定かではない。フロントマンのジェイ・ケイを中心とした集合体である。
現在
- デリック・マッケンジー (英語: Derrick McKenzie) - ドラムス : 1994年より参加
- ソラ・アキンボラ (英語: Sola Akingbola) - パーカッション
- ロブ・ハリス (英語: Rob Harris) - ギター
- マット・ジョンソン (英語: Matt Johnson) - キーボード
- ポール・ターナー (英語: Paul Turner) - ベース
- ネイト・ウィリアムズ (英語: Nate Williams) - キーボード・ギター : 2017年より参加

過去
- ゲイリー・バーナクル (英語: Gary Barnacle) - サクソフォーン・フルート
- サイモン・バーソロミュー (英語: Simon Bartholomew) - ギター
- ウォリス・ブキャナン (英語: Wallis Buchanan) - ディジュリドゥ
- D-Zire - ターンテーブル
- リチャード・エドワーズ (英語: Richard Edwards)  - トロンボーン
- ニック・ファイフ (英語: Nick Fyffe)  - ベース
- ニック・ヴァン・ゲルダー (英語: Nick Van Gelder)  - ドラムス
- コフィ・カルカリ (英語: Kofi Karikari)  - パーカッション
- サイモン・カッツ (英語: Simon Katz)  - ギター
- グレン・ナイチンゲール (英語: Glenn Nightengale)  - ギター
- トビー・スミス (英語: Toby Smith)  - キーボード
- ジョン・サーケル (英語: John Thirkell)  - トランペット・フリューゲルホルン
- スチュアート・ゼンダー (英語: Stuart Zender)  - ベース
- マウリツィオ・ラヴァリコ (英語: Maurizio Ravalico)  - パーカッション

### 変遷
- ドラム - 初代ニック・ヴァン・ゲルダーが2作目アルバム日本先行シングル曲の「The Kids」までを担当した後、1994年3月1日のライブからはデリック・マッケンジーが担当し、リーダーのケイに次ぐ2番目に長く在籍するメンバーとなっている。
- パーカッション - バンド結成時から1994年10月初旬までマウリツィオ・ラヴァリコ[49]が務め、ソラ・アキンボラは1994年10月4日にフランスのテレビスタジオで行われた「伝説の加入日」から参加し、ケイとマッケンジーに次ぐ3番目に長い在籍者となっている。
- キーボード - 多くのヒット曲を共作したトビー・スミスに代わり2002年からマット・ジョンソンが加入。人柄や相性を信頼され新たな作曲の相方となっている[50]。ツアー内容によってはツアーサポートメンバーのキーボードが増えることがあり、2017年よりネイト・ウィリアムズがサブギターも兼任で参加している[46]。
- ギター - ソニーとの契約以前からギグにおいてBNHのサイモン・バーソロミューなどが担当していた。1作目アルバムからはギャビン・ダッズであり、サイモン・カッツは2作目ツアーから参加。2001年の5作目から担当しているロブ・ハリスは、作曲にも多く関わりギターの存在感を増している[51]。
- ベース - デビュー以前のライブではニック・タイドマンが弾いていた。ファーストシングル曲「When You Gonna Learn」はBNHのアンドリュー・レヴィが担当。1992年11月からの後任スチュアート・ゼンダーのあと、1998年10月から2003年までの4～5作目アルバムはニック・ファイフが務め、6作目のツアーと2006年のベストアルバム内新曲からはポール・ターナーが務めている。その間の2005年の6作目『ダイナマイト』は複数のセッションミュージシャンが弾いた。また2作目の曲「Space Cowboy」のアルバムバージョン(＝無印。 MVやシングルはstoned again mixバージョンである)は、覆面スタジオミュージシャン「Mr．X」が弾いた(後にそれはPoul Powellだったと判明。「Space Cowboy」参照)。ファンクを主とするジャミロクワイにおいては目立つパートであるが、ケイがベースフレーズごと作曲することが多いためか変遷が多い[52]。
- バッキングボーカル - 初期ライブはパーカッションのソラが担当したりしていたが、やがて常態となった3人編成の女声バッキングボーカル。中にはかつてガリアーノのボーカルを務めたヴァレリー・エティエンヌが断続的に参加している。過去に無名時代の歌手シーアがジャミロクワイのレコーディングに参加したことがあるという。ただ声に個性がありすぎたためテイクは使われなかった[53]。
- ホーンセクション - サックス、フルート、トランペット、トロンボーン等の3人編成の生のホーン隊は初期の一時期ほぼ固定であったが、今世紀に入ってはツアー内容によりその都度採用。例えば『Rock Dust Light Star』ツアーでは入っていたが、『Automaton』ツアーには入っていない。
- ストリングス - 2010年のノーベル賞コンサートなど、特別な放送用セッションなどの際に共演することがある。
- デリック・マッケンジーは、ジャミロクワイ参加以前にアーバン・スピーシーズの一員として来日経験があった。ジャミロクワイ離脱後、トビー・スミスはブリットポップバンド、ザ・フージアーズの立ち上げとプロデュースを務め、彼らのアルバムを英チャート1位にした。ニック・ファイフは離脱後にザ・テンパランス・ムーヴメントを結成し、現在も活動中である[54]。

## 日本での露出

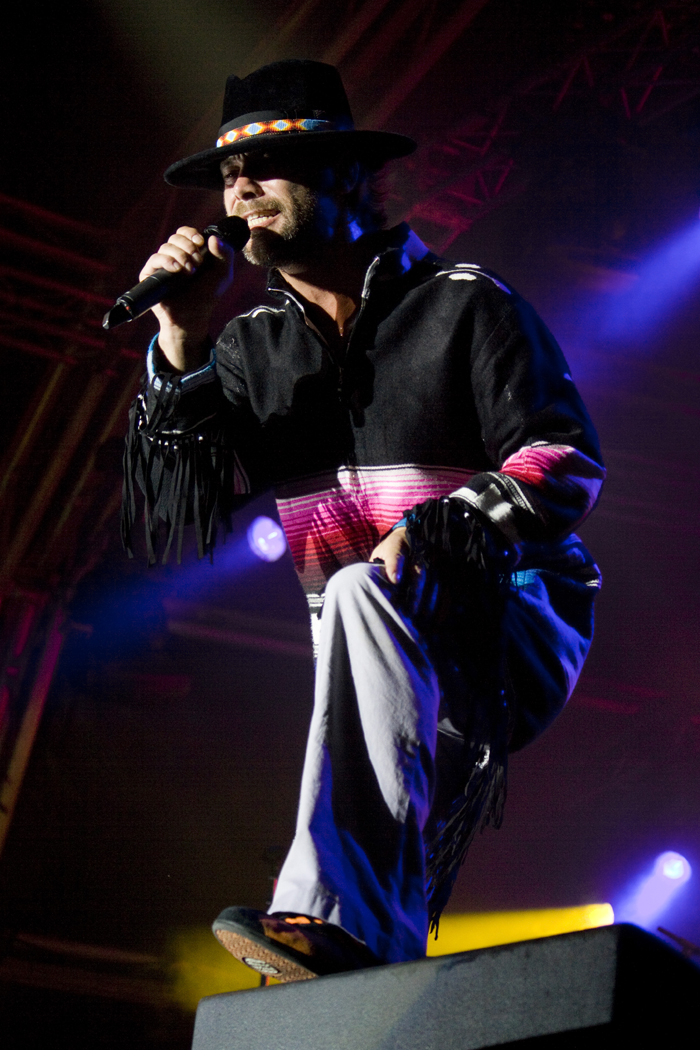
ジェイ・ケイ（2011年）

「ヴァーチャル・インサニティ」は、アルバム『Travelling Without Moving』のヒットとともに日本各局のラジオ・チャートでも大ヒットを記録し、J-WAVEの『TOKIO HOT 100』では、番組史上3曲目（当時）となる10週連続1位、FM802の『OSAKAN HOT 100』では現在も番組最長記録となる17週連続1位を記録している。
また、動く床と戯れるように歌うケイの姿が強烈なインパクトを残すプロモーションビデオは、1997年の米MTV Video Music Awardsで4部門を受賞している。当楽曲はその後も2010年頃には日清食品「カップヌードル」のテレビCMで使用され、2017年10月にはトヨタ自動車「カローラフィールダー」のCMソングにも起用されている。
日本でのテレビ露出は、NHKBSでは初期の来日ライブが放映されるなどしていたが、地上波では1990年代のフジテレビ系子供番組ウゴウゴルーガのEDに採用されたのが初めてになる。1997年頃ソニーのMDのCMイメージキャラクターに起用され、フジテレビ系『HEY!HEY!HEY! MUSIC CHAMP』に出演したり、2004年6月頃からドワンゴのいろメロミックスのCMに、ケイ自ら所有するフェラーリと共に出演したりした。
2010年11月24日、プロモーションのために来日。日本テレビ系『スッキリ!!』で生出演し、新宿で開催された「AZUL by moussy」のオープニングレセプションにシークレットゲストとして登場、日本では自身初となるストリートライブを行った。
2012年にはサマーソニック出演のため来日。ケイの体調不良のため大阪会場出演がキャンセルされ、東京会場のみの披露となった。
2017年、5月予定の単独日本公演がケイの急性椎間板ヘルニアのためにキャンセルされ、振替公演が9月に日本武道館で敢行された。
DVD
1. 2002年 『ライヴ・イン・ヴェローナ』 - Live In Verona
2. 2006年 『ハイ・タイムス: シングルズ 1992-2006』 - High Times: Singles 1992-2006（PV集）
3. 2007年 『ライヴ・アット・モントルー 2003』 - Live At Montreux 2003

Blu-ray
1. 2009年 『ライヴ・アット・モントルー 2003』 - Live At Montreux 2003

レコード版
1. 2022年 『Emergency on Planet Earth』

コラボレーション
1. 1994年 「Lost Souls」- Guru (featuring Jamiroquai) 『Jazzmatazz vol.2』
2. 1996年 「Do You Know Where You're Coming From?」- M-Beat featuring :Jamiroquai
3. 2000年1月1日 「Miss You」お正月番組「Jools' Millennium Hootenanny」でロン・ウッドの演奏でクリッシー・ハインドとSkinとトリオ
4. 2000年　「アイム・イン・ザ・ムード・フォー・ラブ」- ジュールス・ホランドとコラボ
5. 2005年12月8日　「ハリウッド・スウィンギング」　クール&ザ・ギャングと共同収録。

テーマ曲
1. 1997年〜1999年: ITVのF1情報番組「F1」のオープニングとエンディング曲
2. 2008年: アイルランドからシドニーまで乗り物で旅するBBCの番組「By Any Means」のオープニング曲

## 影響を受けたアーティスト
歌い方や喉の使い方やステージでの魅せ方はボーカルジェイ・ケイの母親でありジャズシンガーのカレン・ケイに影響を受けたそう(「カレン・ケイ」参照)。幼い頃にケイが影響を受けた音楽として、母が好きでよく聴いていたアレサ・フランクリン、ビリー・ホリデイ、ダイアナ・ワシントン、スティーヴィー・ワンダー、ビートルズを挙げている。15歳で音楽に夢中になった頃はデクスター・ワンセルに強く影響された。ケイとキーボードのトビー・スミスはデビュー前の1992年に二人でマーヴィン・ゲイを聴いて影響を受けた。
主にソニー時代は、過去の名曲の選曲と引用のセンスを愉しむアシッド・ジャズ・ムーブメントのDJワーク的な流れを汲んでいる。中でも1stアルバムは、ニック・ヴァン・ゲルダーのレア・グルーヴ・レコードコレクションの趣味に傾倒していた影響が顕著。影響元の開示に躊躇はなく、ケイの好きな楽曲を集めたコンピレーションアルバムも二枚出ている。（『Jay's Selection（日本国内のみ）』、『Late Night Tales - Jamiroquai』）
またマイケル・ジャクソン訃報時には「特に彼の『オフ・ザ・ウォール』に影響を受けた」と追悼している。ダフト・パンクのことはファンだと何度も述べている。

## ジャミロクワイの影響を公言したアーティスト
ファレル・ウィリアムズ、カルヴィン・ハリス、デュア・リパ、SZA、タイラー・ザ・クリエイター、ジ・インターネットなど。またThe 1975のマシュー・ヒーリーはビデオやステージセットにジャミロクワイの「Virtual Insanity」のイメージを取り入れたと発言している。
ヒップホップでは2PACが遺作の「Who Do U Believe In」でジャミロクワイの「Manifst Destiny」を、ミッシー・エリオットが「Morning Glory」を、サンプリングで用いているのが比較的有名。

## フェラーリとの関係

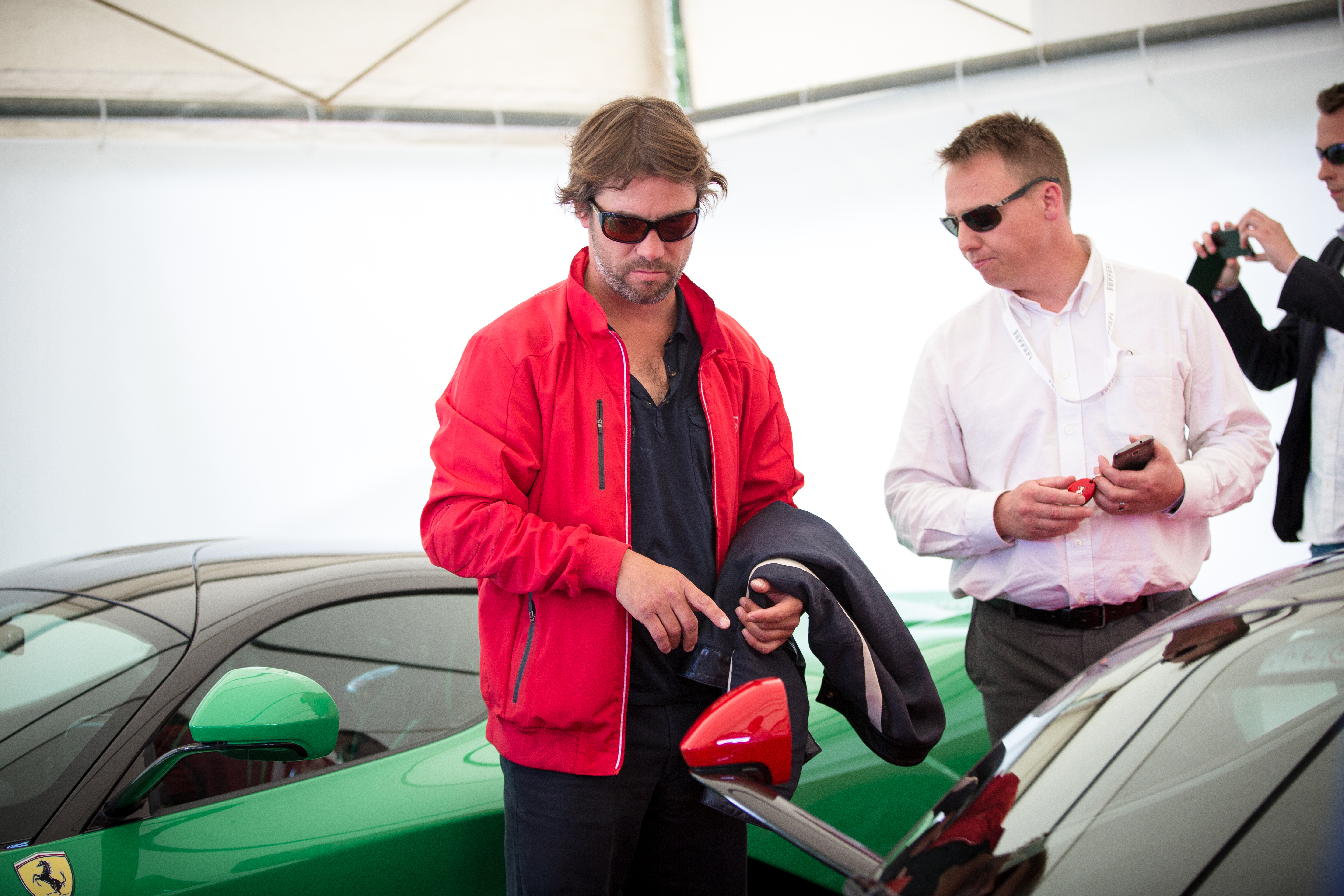
「ラ フェラーリ」を見るジェイ・ケイ

ジェイ・ケイは熱烈な自動車マニア、特にイタリアのフェラーリのマニアとしても知られ、1996年に発売された『トラベリング・ウィズアウト・ムービング』のジャケットではフェラーリのエンブレムを模したデザインを採用し、フェラーリに対して多額の使用料を支払ったと報じられたほか、『コズミック・ガール』のPVには自らが所有する「F355」を登場させた。
さらにその後も「ラ フェラーリ」などの最新の限定モデルを買い足すほか、マラネッロの本社にもたびたび訪問し、フェラーリのオーナーズマガジンへの紙面にも登場している。また2017年9月にマラネッロの同社本社内で行われた同社の70周年記念式典では野外ライブを行った。